# Muzeum Rodu Estreicherów, Strat Kultury i Rewindykacji w Krakowie
Muzeum Rodu Estreicherów, Strat Kultury i Rewindykacji w Krakowie – jeden z trzech oddziałów muzealnych Towarzystwa Przyjaciół Sztuk Pięknych w Krakowie. Zlokalizowane jest w willi prof. Karola Estreichera jr. znanej jako Nowa Estreicherówka. Willa została wpisana w 1974 roku do rejestru zabytków pod nr A-568.

## Historia
Willa projektu Józefa Gałęzowskiego powstała w Ojcowie, skąd została przewieziona i zrekonstruowana na Sarnim Uroczysku w Krakowie w latach 1946–1948. Profesor Karol Estreicher jr. i jego żona Teresa Lasocka-Estreicher mieszkali w niej od 1948 roku aż do śmierci profesora w 1984 roku. W 1980 willę otrzymało Towarzystwo Przyjaciół Sztuk Pięknych w Krakowie. Willa począwszy od 1984 była niezamieszkana i ulegała dewastacji. Towarzystwo w latach 2005–2009 przeprowadziło jej generalny remont, a muzeum zostało otwarte w 2009 roku. Ekspozycję muzealną przygotowała konserwator Anna Joniak z pomocą Hanny i Tomasza Merstallingerów oraz Wojciecha Sępiaka.